# Bianca Shomburg
Bianca Shomburg (Hiddenhausen, 17 september 1974) is een Duitse zangeres.

## Biografie
Schomburg begon haar muzikale carrière in 1996 met haar deelname aan de European Soundmix Show. Ze wist deze competitie te winnen, waardoor ze een platencontract aangeboden kreeg door producer Harold Faltermeyer. In datzelfde jaar bracht ze haar eerste single uit, getiteld I believe in love. Een jaar later nam ze deel aan de Duitse nationale voorronde voor het Eurovisiesongfestival. Met het door Ralph Siegel gecomponeerde Zeit won ze de nationale finale, waardoor ze haar vaderland mocht vertegenwoordigen op het Eurovisiesongfestival 1997, dat gehouden werd in de Ierse hoofdstad Dublin. Daar eindigde ze uiteindelijk 18de op 25 deelnemers.
Na haar passage op het Eurovisiesongfestival bracht ze haar eerste album uit: It's my time, dat evenwel flopte. De echte muzikale doorbraak kwam er nooit. Sinds 2008 werkt ze samen met countryrockband Nashfield.
1956: Freddy Quinn + Walter Andreas Schwarz · 
1957: Margot Hielscher · 
1958: Margot Hielscher · 
1959: Alice & Ellen Kessler · 
1960: Wyn Hoop · 
1961: Lale Andersen · 
1962: Conny Froboess · 
1963: Heidi Brühl · 
1964: Nora Nova · 
1965: Ulla Wiesner · 
1966: Margot Eskens · 
1967: Inge Brück · 
1968: Wenche Myhre · 
1969: Siw Malmkvist · 
1970: Katja Ebstein · 
1971: Katja Ebstein · 
1972: Mary Roos · 
1973: Gitte · 
1974: Cindy & Bert · 
1975: Joy Fleming · 
1976: Les Humphries Singers · 
1977: Silver Convention · 
1978: Ireen Sheer · 
1979: Dschinghis Khan · 
1980: Katja Ebstein · 
1981: Lena Valaitis · 
1982: Nicole · 
1983: Hoffmann & Hoffmann · 
1984: Mary Roos · 
1985: Wind · 
1986: Ingrid Peters · 
1987: Wind · 
1988: Maxi & Chris Garden · 
1989: Nino de Angelo · 
1990: Chris Kempers & Daniel Kovac · 
1991: Atlantis 2000 · 
1992: Wind · 
1993: Münchener Freiheit · 
1994: Mekado · 
1995: Stone & Stone · 
1997: Bianca Shomburg · 
1998: Guildo Horn & Die Orthopädischen Strümpfe · 
1999: Sürpriz · 
2000: Stefan Raab · 
2001: Michelle · 
2002: Corinna May · 
2003: Lou · 
2004: Max · 
2005: Gracia · 
2006: Texas Lightning · 
2007: Roger Cicero · 
2008: No Angels · 
2009: Alex Swings Oscar Sings · 
2010: Lena Meyer-Landrut · 
2011: Lena Meyer-Landrut · 
2012: Roman Lob · 
2013: Cascada · 
2014: Elaiza · 
2015: Ann Sophie · 
2016: Jamie-Lee Kriewitz · 
2017: Levina · 
2018: Michael Schulte · 
2019: S!sters · 
2021: Jendrik Sigwart · 
2022: Malik Harris · 
2023: Lord of the Lost · 
2024: Isaak · 
2025: Abor & Tynna
- Gemeinsame Normdatei: 134996917
- International Standard Name Identifier: 0000 0000 5774 4220
- MusicBrainz: 32403bbf-2eb4-4a5c-a4e1-0c711fc4853c
- Virtual International Authority File: 79902513
- WorldCat: E39PBJg4kjFCpqRyJJqcDvttKd